# Psorodonotus pancici
Psorodonotus pancici is een rechtvleugelig insect uit de familie sabelsprinkhanen (Tettigoniidae). De wetenschappelijke naam van deze soort, en tevens van het geslacht Psorodonotus, is voor het eerst geldig gepubliceerd in 1861 door Karl Brunner-von Wattenwyl.